# Tertatolol
Tertatolol es el nombre genérico de un medicamento que actúa como antagonista de los receptores beta-adrenérgicos indicado en el tratamiento de la hipertensión arterial. El tertatolol también tiene afinidad por los receptores 5HT de la serotonina en el sistema nervioso central.